# South Boulevard (Metro de Chicago)
South Boulevard es una estación en la línea Púrpura del Metro de Chicago. La estación se encuentra localizada en 602 South Boulevard en Evanston, Illinois. La estación South Boulevard fue inaugurada el 1 de julio de 1931.  La Autoridad de Tránsito de Chicago es la encargada por el mantenimiento y administración de la estación. 

## Descripción
La estación South Boulevard cuenta con 1 plataforma central y 2 vías. 

## Conexiones
La estación es abastecida por las siguientes conexiones: 
- Rutas del CTA Buses: #N201 Central/Sherman (nocturno) #205 Chicago/Golf